# Trinefelina
La trinefelina és un mineral de la classe dels silicats que pertany al grup dels feldespatoides.

## Característiques
La trinefelina és un tectosilicat de fórmula química NaAlSiO₄. Va ser aprovada com a espècie vàlida per l'Associació Mineralògica Internacional l'any 2012, sent publicada per primera vegada el 2014. Cristal·litza en el sistema hexagonal. La seva duresa a l'escala de Mohs es troba entre 5 i 5,5.

## Formació i jaciments
Va ser descoberta a Tawmaw, a la localitat de Hpakant del districte de Mohnyin (Kachin, Myanmar), on es troba fent intercreixements amb nefelina i fabriesita. Aquest indret és l'únic a tot el planeta on ha estat descrita aquesta espècie mineral.